# 土崎港

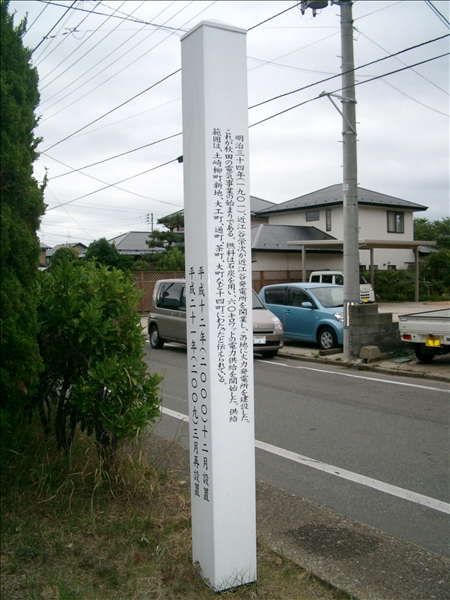
近江谷発電所跡地（土崎南小学校）
碑文「明治34年 (1901)、近江谷栄次が近江谷発電所を開業し、この地に火力発電所を建設した。これが秋田の電気事業の始まりである。燃料は石炭を用い、60キロワットの電力供給を開始した。供給範囲は、土崎柳町新地、大工町、通町、茶町、大町など14町にわたったと伝えられている。」

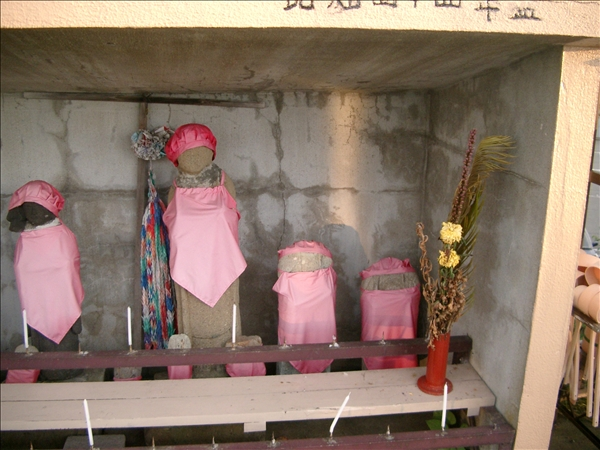
土崎空襲の爪痕を今に残す「首無し地蔵」（秋田市飯島・雲祥院）

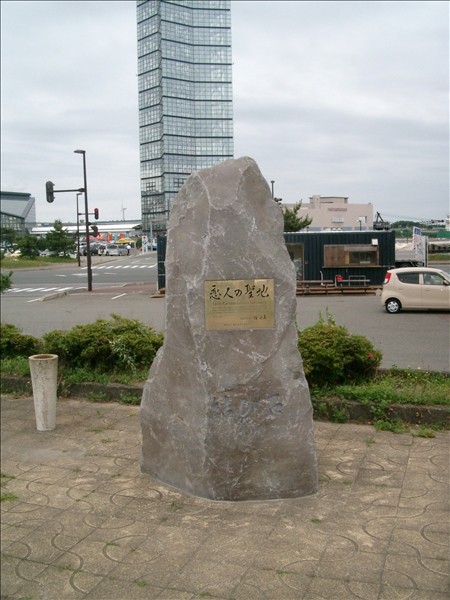
「恋人の聖地」認定記念モニュメント「結び石」
（セリオンから港湾道路を挟んで向かい・「ベイパラダイス」横）

土崎港（つちざきみなと）は、秋田県秋田市北部の地区。単に「土崎」（つちざき）とも呼ばれる。土崎港北一丁目 - 七丁目、土崎港中央一丁目 - 七丁目、土崎港西一丁目 - 五丁目、土崎港東一丁目 - 四丁目、土崎港南一丁目 - 三丁目、土崎港穀保町と、住居表示未実施の土崎港御蔵町、土崎港下浜町、土崎港相染町、土崎港古川町がある。人口は19,975人(2020年10月1日現在、住民基本台帳人口調査による）。
以降、本項では土崎と表記し、1941年（昭和16年）4月1日に秋田市へ編入された旧南秋田郡土崎港町、出羽国秋田郡土崎湊と周辺部についても併せて解説する。

## 概要
秋田市の中心部から北西約7kmに位置し、市内では比較的人口が多い地区である。主に住宅街となっており、秋田市北部市民サービスセンターがある。また、重要港湾の秋田港を擁し、中心にはJR奥羽本線の土崎駅（秋田駅から北へ2駅）と土崎神明社があり、西部にはセリオン（秋田市ポートタワー）、中心から南東すぐにはJR東日本の秋田総合車両センター（旧名：土崎工場）がある。東には、陸上自衛隊秋田駐屯地が隣接する。東は将軍野、西は秋田運河を挟んで向浜、南は寺内、北は飯島と接する。
官公庁の出先機関が秋田市中心部のほかに多く立地しており、現在では秋田市の副都心的な役割も大きい。歴史的には、出羽国の都心的地位が長かった。
毎年7月に、土崎神明社の例祭であり国の重要無形民俗文化財に指定されている勇壮な祭り「土崎神明社例祭」（土崎港曳山まつり）が行われる。

## 歴史

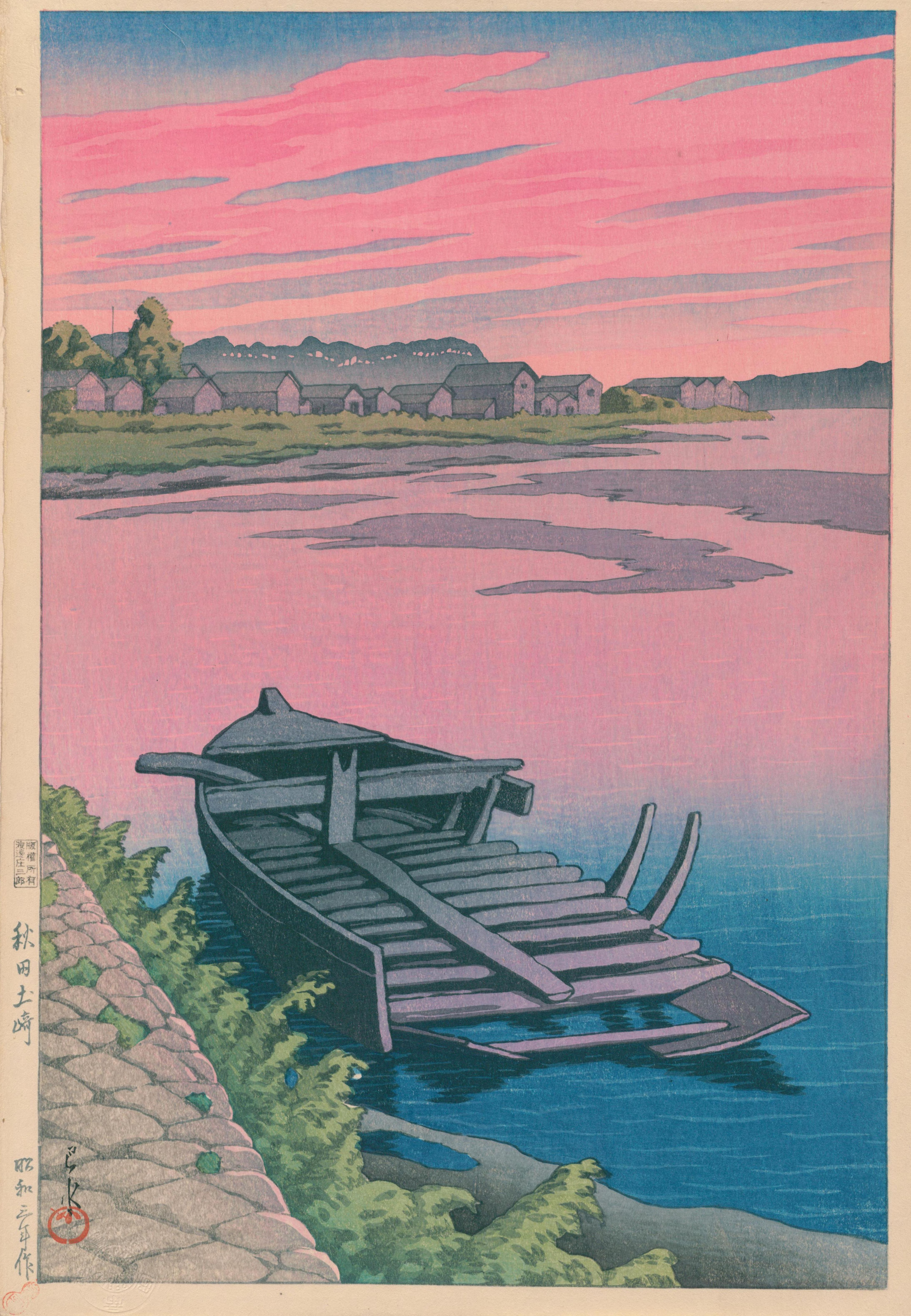
川瀬巴水『秋田 𡈽崎』（1928年・昭和3年）

土崎は雄物川の河口（現在は秋田運河）に位置する港町である。もともとは平安時代の蝦夷討伐軍が拠点として築いた秋田城への物資の補給などに利用された港であった。これが元で昔から海運で栄え、室町時代には海の豪族とも言われる安東氏が湊城を築き三津七湊の1つに数えられ、江戸時代は佐竹氏久保田藩の藩港であり、北前船の寄港地でもあった。土崎地区の住所は「秋田市土崎港○○」であるが、これは1889年（明治22年）の町制施行時に土崎港町として登録していたことに由来している。現在の秋田港は、当時の土崎港とその周囲に建設された。
明治以後、秋田市とその周辺では油田開発が進んだ。昭和時代前半には特に八橋油田の産油量が多く、秋田だけで国内産油量の70％以上を誇っていた。そのため、八橋に近く、さらに鉄道でも船舶でも輸送が可能な土崎には、大規模な製油所が立ち並んでいた。太平洋戦争末期の1945年（昭和20年）8月14日には、100機以上のB-29からこの製油所の破壊を目的とした空襲（土崎空襲）を受け、土崎地区を含めて250名以上の死者を出した。これは太平洋戦争最後の空襲とされている7市に対する空襲の1つである。
1947年（昭和22年）8月14日、昭和天皇の戦後巡幸があり、日本石油の製油所などを視察。天皇は、社長から爆撃の被害状況や会社の現況について説明を受けた。
八橋油田は戦後も開発が続き、昭和30年代に全盛期を迎えたが、現在の年間産油量は全盛期の1/10以下にまで落ち込んでいる。土崎にあった製油所は、秋田港に大型タンカーが接岸できないことや、消費地から遠いなどの理由により廃止された。
土崎港町は戦時中の1941年（昭和16年）4月1日に秋田市へ編入され、戦後は宅地開発が進んだ。特に国道5号（大正国道。現在は市道であり、旧国道と呼ばれている）のバイパスとして敷設された、土崎 - 山王を通る片側2車線の秋田天王線（通称：新国道）は、宅地の発展とともに秋田の大動脈道路となった。なお、現在は更に海側にバイパスが通り、そちらが国道7号になっている。
現在の土崎港地区は住居表示実施後の町名を基礎としたものになっているため、旧土崎港町全域を包含しているものの他地区であった地域も含んでいる。

### 年表
- 658年 - 阿倍比羅夫が蝦夷討伐時に齶田浦（秋田浦）に寄港したとされる（日本書紀）。
- 727年（神亀4年）- 渤海国使節団が初めて秋田湊に来航する。
- 733年（天平5年）12月26日 - 出羽柵（後の秋田城）が秋田村高清水岡（現在の秋田市寺内）へ移設され（続日本紀）、その外港となる。
- 804年（延暦23年）- 秋田城制は停止され、代わりに秋田郡を設置。
- 830年（天長7年）- 天長地震発生。秋田城近くの「大きな川」の水が無くなる。
- 878年（元慶2年）- 元慶の乱が起こる。
- 938年（天慶2年）- 天慶の出羽俘囚の乱が起こる。
- 1189年（文治5年）- 秋田郡が橘公業の所領となる。
- 1395年（応永2年）- 秋田郡に安藤鹿季が分家となり、秋田城介を顕任する。
- 室町時代 - 安東氏が湊城を建造する。後城遺跡より唐銭・宋銭・明銭、中国産の磁器が多数出土する。
- 15世紀 - イタリア人サンセウントラトの「東洋地図」にAguda（秋田）が記載される。ミヤコ（京都）より北の日本海岸には秋田以外の湊の記載がなかった。
- 1458年（長禄2年）- 湊城等秋田郡一帯を南部氏が統治。
- 1461年（寛正2年）- 安東惟季が南部氏を追い払い秋田領を回復。
- 1565年（永禄8年）- イエズス会の宣教師ルイス・フロイスに、交易の中心地出羽国の大いなる町秋田と言及される。
- 1570年（元亀元年）- 第二次湊騒動発生。秋田郡一帯は安東愛季の支配下となる。

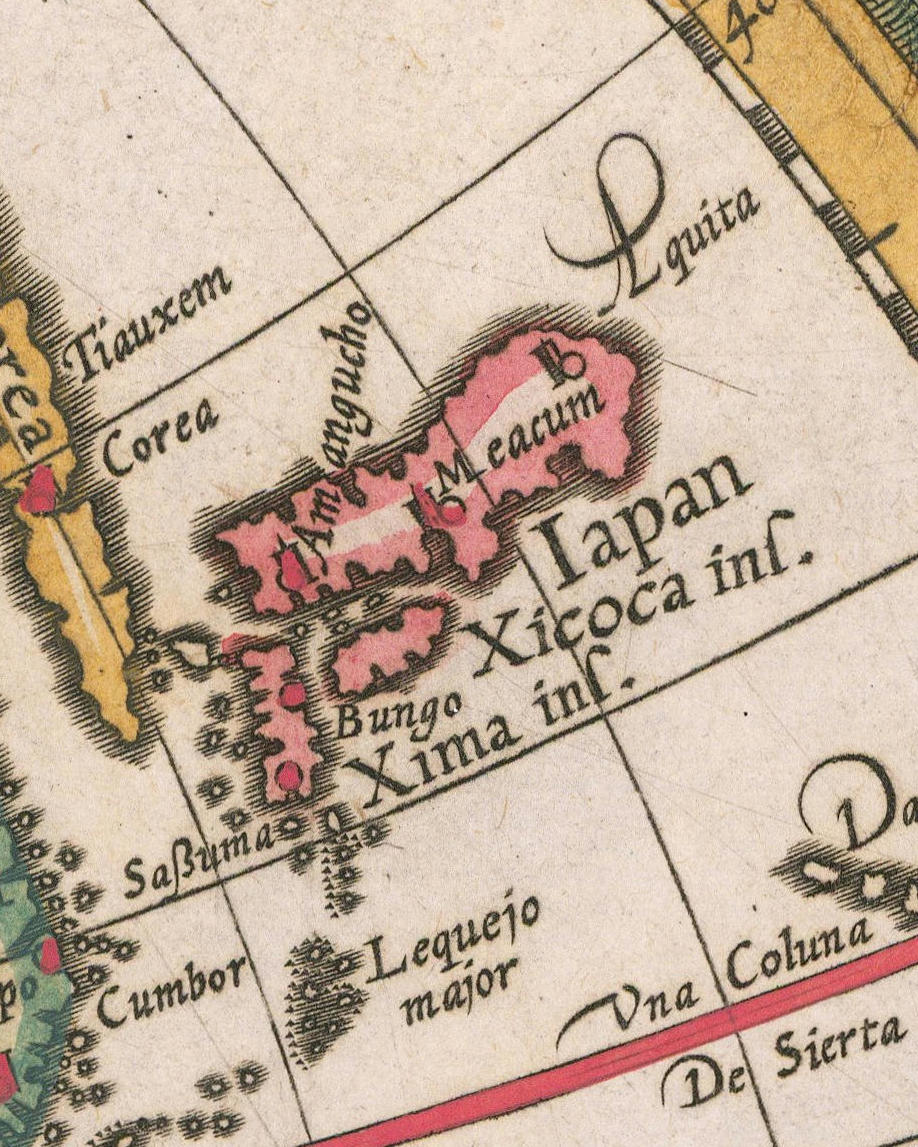
Meacum(都)以東でAquita(秋田湊)以外の記載がない1596年の世界地図

- 1602年（慶長7年）9月17日 - 佐竹義宣、湊城に入部。
- 1604年（慶長9年） - 湊の町づくりが始まる（この頃、佐竹氏が内陸部に久保田城を築き移る）。
- 1615年（慶長20年） - 一国一城令により湊城が破却される。
- 1620年（元和6年） - 破却された湊城址に川口弥左衛門が土崎神明社を建立する。
- 江戸時代 - 北前船の寄港地として栄える。
- 1655年（明暦元年） - 土崎人が、津軽海峡を回って江戸に至る東廻り航路を開発。
- 1759年（宝暦9年） - 金比羅神社が現在地に移転。
- 1788年（天明8年） - 地理学者の古川古松軒に「久保田城下の大町筋より土崎湊の方が優れている」と評価される。翌年町人津村淙庵にも同様の記述をされる。
- 1830年（天保元年） - 慈善団体土崎感恩講が発足。
- 1833年（天保4年） - 米商人に米を要求する打ちこわしがおこる。
- 1854年（安政元年） - 吉川忠安が西洋流砲台を築き、海岸防備が強化される。
- 1872年（明治5年）7月1日 - 土崎湊郵便取扱所（現在の土崎郵便局）が開設。
- 1876年（明治9年）4月25日 - 三菱汽船、船川・土崎両港に定期航路を開く。
- 1878年（明治11年）2月 - 戸長役場を設置（町名の読み等については後述）。
  - 上酒田町・下酒田町・穀保町・御蔵町・新城町・永覚町で連合し、戸長役場は上酒田町に設置。
  - 清水町・本山町・旭町・古川町・稲荷町・新柳町・加賀町・愛宕町で連合し、戸長役場は清水町に設置。
  - 肴町・小鴨町・一騎町・菻町・新町・日蔭町（ひかげまち）で連合し、戸長役場は肴町に設置。
- 1889年（明治22年）
  - 4月1日 - 町制施行に伴い、土崎湊19町と相染新田村が合併し土崎港町が発足。同時に、秋田町が秋田市となり郡から離脱した事に伴い、南秋田郡役所が土崎港町へ移転。
    - 相染新田村は土崎港町ではなく穀丁村（現在の飯島の一部）と合併して宗石村を発足させることを主張し、「町場と農村とでは人情風俗が大きく異なる」「町管理の経費が農村にのしかかる」として幾度も合併反対の願書を提出した[5]。しかし県が合併枠の変更を認めず、土崎港町との合併が行われた。

  - 7月14日 - 秋田馬車鉄道（秋田市電の前身）新大工町 - 土崎間が開業。
- 1901年（明治34年）11月14日 - 秋田県内初の火力発電所「近江谷発電所」（現秋田市立土崎南小学校の位置）が電力供給を開始。
- 1902年（明治35年）
  - 港の改修工事が13年をかけて終了（現在の秋田港）[6]。
  - 6月 - 南秋田郡立図書館（現在の秋田市立土崎図書館）が開設される。
  - 10月21日 - 土崎駅開業。
- 1903年（明治36年）12月10日 - 土崎湊菻町郵便受取所が開設[7]。
- 1905年（明治38年）9月14日 - 奥羽本線が全線開通。
- 1906年（明治39年）
  - 1月1日 - 土崎湊菻町郵便局が土崎菻町郵便局に改称[8]。
  - 月日不明 - 寺内町寺内字将軍野、字幕洗川の各一部を、土崎港町寺内字将軍野、字幕洗川として編入[9]。
- 1908年（明治41年）5月 - 帝国鉄道庁土崎鉄工場（後の国鉄土崎工場。現JR東日本秋田総合車両センター）が業務開始。
- 1910年（明治43年）12月1日 - 日本石油秋田製油所（現在のENEOS秋田油槽所）が操業開始。
- 1920年（大正9年）6月22日 - 土崎港町立実科高等女学校（秋田県立秋田中央高等学校の前身）の設立が認可される。
- 1921年（大正10年）2月25日 - 「種蒔く人」（土崎版）創刊。
- 1923年（大正12年）4月1日 - 郡制廃止により、南秋田郡立図書館を県に移管し、秋田県立図書館土崎分館と改称。
- 1926年（大正15年）5月1日 - 秋田県で初めてのメーデーを土崎で実施。
- 1932年（昭和7年）9月 - 秋田県立図書館土崎分館が土崎港町に移管され、土崎港町図書館と改称。
- 1936年（昭和11年）10月12日 - 町のガス事業（後の秋田市ガス局）発足。
- 1941年（昭和16年）4月1日 - 秋田市に編入。同時に港湾名を土崎港から秋田港に改称[10]。
- 1942年（昭和17年）6月8日 - 土崎港の経済基盤を作った功労者・実業家・元衆議院議員・元土崎港町長の近江谷栄次が東京で死去（享年68）。
- 1945年（昭和20年）8月14日（玉音放送の前夜） - 土崎空襲。夜半から翌15日未明にかけて134機のB-29が来襲。死者250人以上[11]。日石製油所全滅。港・市街地に大被害[12]。
- 1948年（昭和23年）
  - 3月 - 秋田市消防本部設置に伴い、土崎消防署を開設。
  - 11月4日 - 秋田税務署が分割し、秋田北税務署を土崎港に新設。
- 1950年（昭和25年）6月1日 - 秋田海上保安部が新設される。
- 1954年（昭和29年）1月 - 土崎図書館を改築。
- 1957年（昭和32年）7月1日 - 土崎若松町（わかまつちょう）郵便局(現土崎東)が開局。
- 1964年（昭和33年）8月1日 - 秋田警察署土崎警部派出所が秋田警察署より独立、秋田臨港警察署に昇格。
- 1965年（昭和40年）
  - 1月 - 秋田臨海警察署が新築・移転。
  - 12月31日 - 秋田市電廃止。
- 1968年（昭和43年）8月1日 - 住居表示実施[13]。
- 1969年（昭和44年）4月1日 - 土崎菻町郵便局が土崎港郵便局に改称。
- 1970年（昭和45年）12月 - 土崎消防署を新築し移転する。
- 1971年（昭和46年）7月7日 - 秋田臨海鉄道線が開業。
- 1975年（昭和50年）7月 - 昭和50年を記念し、港曳山祭りで過去最高の20台[14] の曳山が奉納される（後の平成期に、さらに最多台数が更新される）。
- 1977年（昭和52年）4月28日 - 秋田市土崎公民館・土崎体育館が開館。
- 1979年（昭和54年）
  - 8月15日 - 港湾地区に「平和を祈る乙女の像」を建立。
  - 12月15日 - 土崎ショッピングセンター（サンポート土崎・ジャスコ土崎港店、2011年にイオン土崎港店に改称）オープン。
- 1981年（昭和56年） - 絵本『はまなすはみた - 土崎空襲のはなし』が刊行される。
- 1982年（昭和57年）
  - 4月 - 秋田市立高等学校が県に移管され、秋田県立秋田中央高等学校となる。
  - 4月1日 - 秋田市立将軍野中学校が新設され、秋田市立土崎中学校の一部が分離・編入。
- 1983年（昭和58年）12月 - 全国高等学校駅伝競走大会（全国高校駅伝）で秋田中央高等学校が準優勝。
- 1984年（昭和59年）10月15日 - 土崎郵便局が土崎港中央三丁目に新築され、土崎港南二丁目から移転。
- 1991年（平成3年）
  - 3月25日 - 土崎駅東西歩道橋「港ウィロード」が開通。
  - 4月10日 - 土崎図書館が移転新築し開館。
- 1993年（平成5年）4月19日 - 土崎若松町郵便局が土崎東郵便局に改称。
- 1994年（平成6年）4月8日 - ポートタワー「セリオン」オープン。
- 1995年（平成7年）
  - 4月
    - セリオンに隣接して、ガラス張りの屋内緑地空間「セリオンリスタ」オープン。
    - 土崎信用金庫が秋田信用金庫に合併。
- 1996年（平成8年）
  - 7月20日 - 「セリオンプラザ」オープン。
  - 11月 - 秋田臨港警察署改築。
- 1997年（平成9年）12月15日 - 港曳山祭りが「土崎神明社祭の曳山行事」として重要無形民俗文化財に指定される。
- 2004年（平成16年）4月1日 - JR東日本土崎工場が「秋田総合車両センター」に改称。
- 2005年（平成17年）3月22日 - 法務省秋田地方法務局土崎出張所が廃止。
- 2006年（平成18年）3月6日 - 国土交通省東北運輸局秋田運輸支局土崎港庁舎が廃止。
- 2009年（平成21年） - 都市計画道路土崎駅前線の拡幅再整備および土崎駅前広場の整備が完了する。
- 2010年（平成22年）
  - 7月31日 - セリオン一帯が道の駅に指定され、「道の駅 あきた港」となる。
  - 9月12日 - 全国山・鉾・屋台保存連合会総会（通称「曳山サミット」）土崎大会開催。高さ15mの曳山が奉納される。
- 2011年（平成23年）
  - 東日本大震災の影響で、秋田港の国際コンテナ便数が過去最高の週7便となる[15]。
  - 「土崎湊町恋のまち」をNPO法人地域活性化支援センターが秋田県初の「恋人の聖地」に認定。4月29日、港湾公園で認定記念モニュメント「結び石」の除幕式[16]。
  - 5月16日 - 秋田市北部市民サービスセンターが開所。秋田市役所土崎支所・秋田市土崎公民館・同土崎体育館の機能を移転したほか、新たにホールも設置。
- 2013年（平成25年）5月1日 - 旧秋田市土崎公民館を改装し土崎消防署が移転する。
- 2018年（平成30年）3月24日 - 旧土崎消防署跡地に土崎みなと歴史伝承館が開館。
- 2021年（令和3年）4月1日 - 秋田臨海鉄道線が廃止。

## 旧町名
土崎港地区内の旧町名と由来は以下の通りである。秋田市編入後は、これらすべてに「土崎港」が冠される。概ね北から順に並べているが、寺内字将軍野は南北を問わず土崎港地区の東一帯を占める。
旧町名は現在でも土崎港曳山まつりの町内名として残っている（記事「土崎神明社祭の曳山行事」の各年の奉納曳山 の項を参照）。
| 旧町名            | よみ                                         | 旧町名の由来 | 新住所名                        | 主なスポット |
| ----------------- | -------------------------------------------- | --- | ------------------------------- | --- |
| 相染町            | そうぜんまち、 あいそめまち、 そうぜんちょう | 馬頭観音を祀った宗善社に由来するとされるが、穀丁村→湊相染村→宗善大谷地→相染村新田という変遷をたどっている。 | 北1・3 - 7丁目、相染町          | ダイソー土崎港店 マルダイ土崎店（スーパー） マックスバリュ港北店 スーパードラッグメガ土崎店 イエローハット秋田土崎店    |
| 相染町            | そうぜんまち、 あいそめまち、 そうぜんちょう | 馬頭観音を祀った宗善社に由来するとされるが、穀丁村→湊相染村→宗善大谷地→相染村新田という変遷をたどっている。 | 中央5 - 7丁目、西1 - 5丁目      | 土崎駅 - 秋田港駅間線路の跨線橋（国道7号） および踏切（旧国道7号） 秋田信用金庫港北支店 藤田金物                        |
| 新町              | しんまち                                     | 昔「羽立」といったところで、戸数十五軒ほどしかなく、魚漁を業とし、生魚を売買していたところといわれている。延宝二年から三年にわたって戸数が増加し、新町の開設を許された。当時穀保町のことを新町と呼んでいたため，「下新町」と呼ばれていた。 | 中央5丁目                       | ナベシマ時計店 小林菓子舗 武蔵堂（剣道具）                                                                              |
| 菻町              | がつぎまち                                   | 昔、菻（マコモ）が繁茂していた湿地を開拓して出来た町だからと考えられる。 | 中央5丁目                       | ローソン秋田土崎港中央五丁目店                                                                                          |
| 肴町              | さかなまち                                   | 肴屋の町であり、藩から魚の専売権も与えられた。 | 中央3丁目、西1丁目              | 竹中商店（昆布） 佐川商店（ふとん）                                                                                     |
| 壱騎町 （壹騎町） | いっきまち                                   | 秋田を支配していた安東氏の一騎当千（一人で千人を相手に戦えると思えるほど強い、の意）の家臣が住んでいたからだとされる。 | 中央3・5・6丁目                 | 土崎駅 土崎神明社 |
| 小鴨町            | おがもまち                                   | 昔、鴨が多い湿地であったからだとされる。 | 中央3丁目、西3丁目              | 土崎郵便局 （古くは土崎港町役場あり）                                                                                   |
| 加賀町            | かがまち                                     | 加賀国からの移住者が商家となり町を開いた。 | 中央3丁目                       | 秋田銀行土崎支店 舛屋薬局（江戸時代末期創業）                                                                           |
| 稲荷町            | いなりまち                                   | 稲荷神社が祀られる。 | 西3丁目                         | ローソン秋田土崎港西三丁目店                                                                                            |
| 永覚町            | えいかくまち                                 | 永覚坊という名の修験者が住んでいたといわれる。 | 中央1丁目、西2丁目              | 北都銀行土崎支店 秋田信用金庫土崎支店 五十嵐記念病院 那波商店（酒蔵） はるやま秋田土崎店 あきたレディースクリニック安田 |
| 旭町              | あさひまち                                   | 不詳（江戸末期に南隣の清水町とともに開発。） | 中央1・3・4・6丁目              | 土崎港中央通り商店街 土崎小学校 ナーサリー土崎 土崎病院                                                                 |
| 本山町            | もとやまちょう                               | 廻船問屋が別宅を建て「山屋敷」と呼ばれ、その後、新家持の屋敷となり「新規侍町」となる。それが「元山町」（ = 元は山屋敷）と改められるが「本山町」と書かれるようになる。                                                                      | 中央4・6丁目                    | ナイス土崎店（スーパー） 秋田北税務署                                                                                   |
| 古川町            | ふるかわまち                                 | 雄物川の旧河跡（砂が堆積してできた河道）すなわち「古川」があったからだとされる。 | 中央3丁目、西2 - 4丁目          | 秋田臨港警察署 ホテルルートイン秋田土崎                                                                                 |
| 下酒田町          | しもさかたまち                               | 庄内酒田（山形県酒田市）からの移住者によって開かれたからだとされる。 | 中央1丁目、西2丁目              | 東部ガスプラザ土崎店 |
| 上酒田町          | かみさかたまち                               | 庄内酒田（山形県酒田市）からの移住者によって開かれたからだとされる。 | 中央1丁目、西2丁目              | 旧ホテル大和 |
| 清水町            | しみずまち                                   | 不詳。町が開かれたのは1867年(慶応3年)と伝えられる。1846年(弘化3年)の絵図には、「御郡方湊町御年貢地」とある。 | 中央1・2・4丁目                 | 土崎港郵便局 |
| 新城町            | しんじょうまち                               | 佐竹氏の久保田城下に移った住民の一部が、新たにこの地に作った町だからではないかと言われる。 | 中央1丁目、西1・2丁目、 南1丁目 | 国道7号と「新国道」の交差点                                                                                             |
| 愛宕町            | あたごまち                                   | 愛宕社（至宝寺）に由来する。 | 中央1・2丁目、南1・2丁目        | 加賀英呉服店 |
| 新柳町            | しんやなぎまち                               | 不詳。古くは新地と呼ばれ、十八世紀末～十九世紀はじめ頃に開発された町。 | 中央1・2丁目、南1・2丁目        | イオン土崎港店（正面入口） 秋田県信用組合土崎支店                                                                       |
| 御蔵町            | おくらまち                                   | 久保田藩の大倉庫（米倉）があったことに由来する。 | 南1丁目                         | ネクステージ秋田店 |
| 寺内字幕洗川      | てらうち あざまくあらいかわ                  | 昔は川があり、坂上田村麻呂が戦いで汚れた幕を洗ったという伝説から。 | 中央2丁目、南1・2丁目           | イオン土崎港店（店舗建物がある場所）                                                                                    |
| 穀保町            | こくぼちょう                                 | 秋田県東部の仙北地区の川下げ米に対応する蔵宿の町に由来するとも、藩主による命名とも言われる。 | 南1丁目                         | |
| 花園町            | はなぞのまち                                 | 不詳 | 南1丁目                         | |
| 寺内字将軍野      | てらうち あざしょうぐんの                    | 坂上田村麻呂（征夷大将軍）が陣を敷いたと伝えられる。 | 北1・3・4丁目                   | イオン東北本社 土崎中学校 港北小学校 自衛隊・秋田駐屯地                                                                 |
| 寺内字将軍野      | てらうち あざしょうぐんの                    | 坂上田村麻呂（征夷大将軍）が陣を敷いたと伝えられる。 | 東1-4丁目                       | 土崎南小学校 |

## 行政機関

### 秋田市の機関

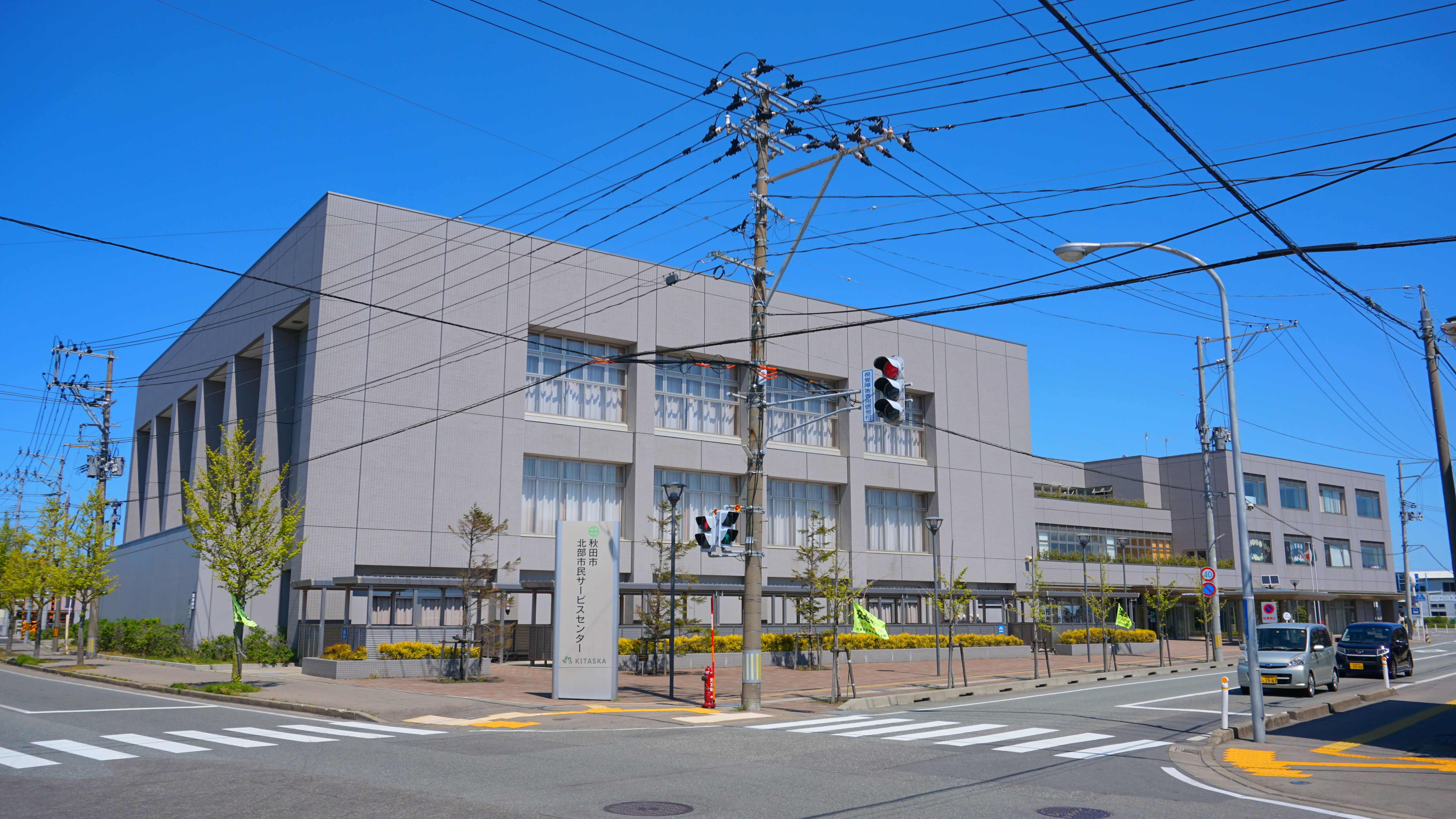
秋田市北部市民サービスセンター
秋田市消防本部土崎消防署
  - 将軍野出張所
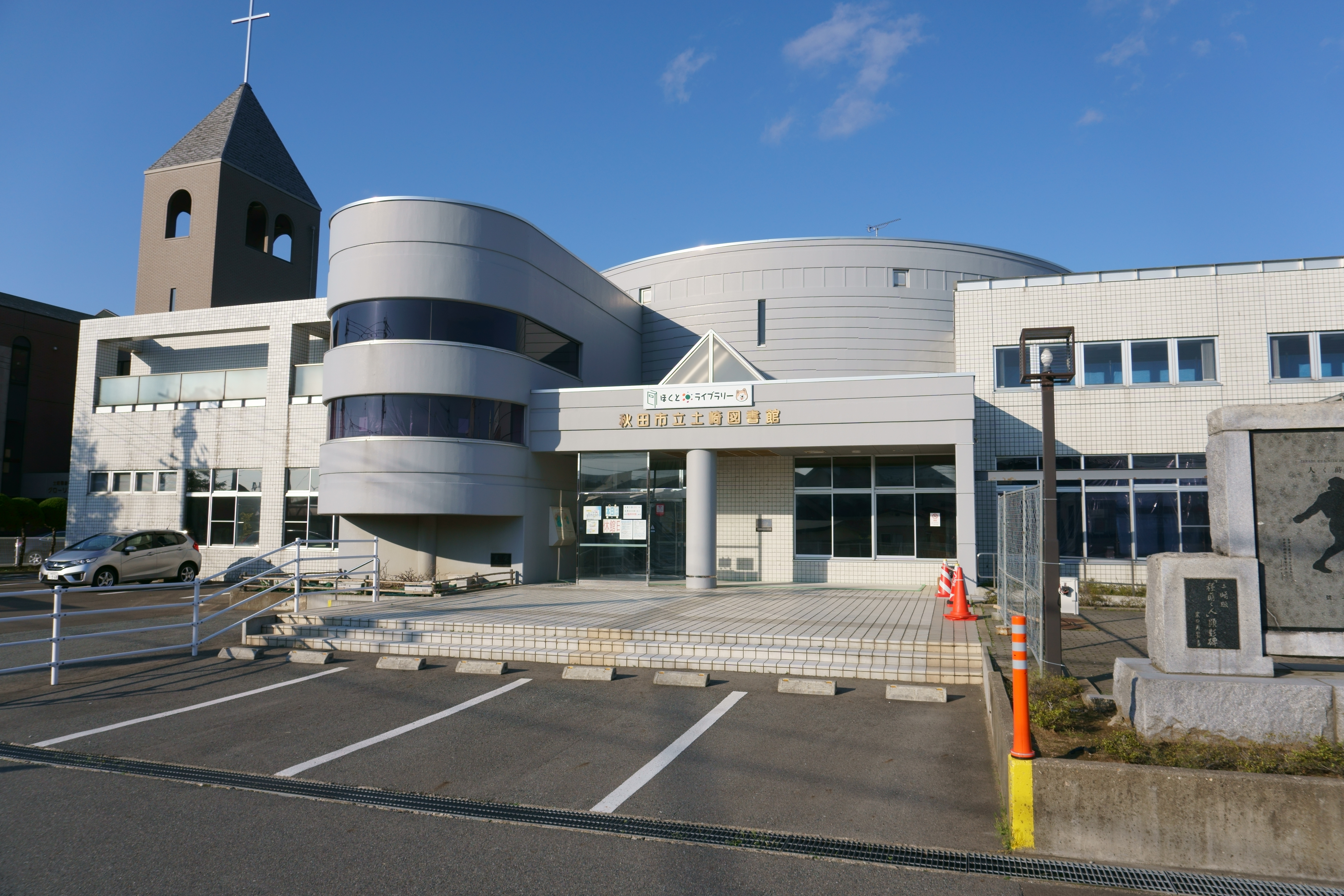
秋田市立土崎図書館
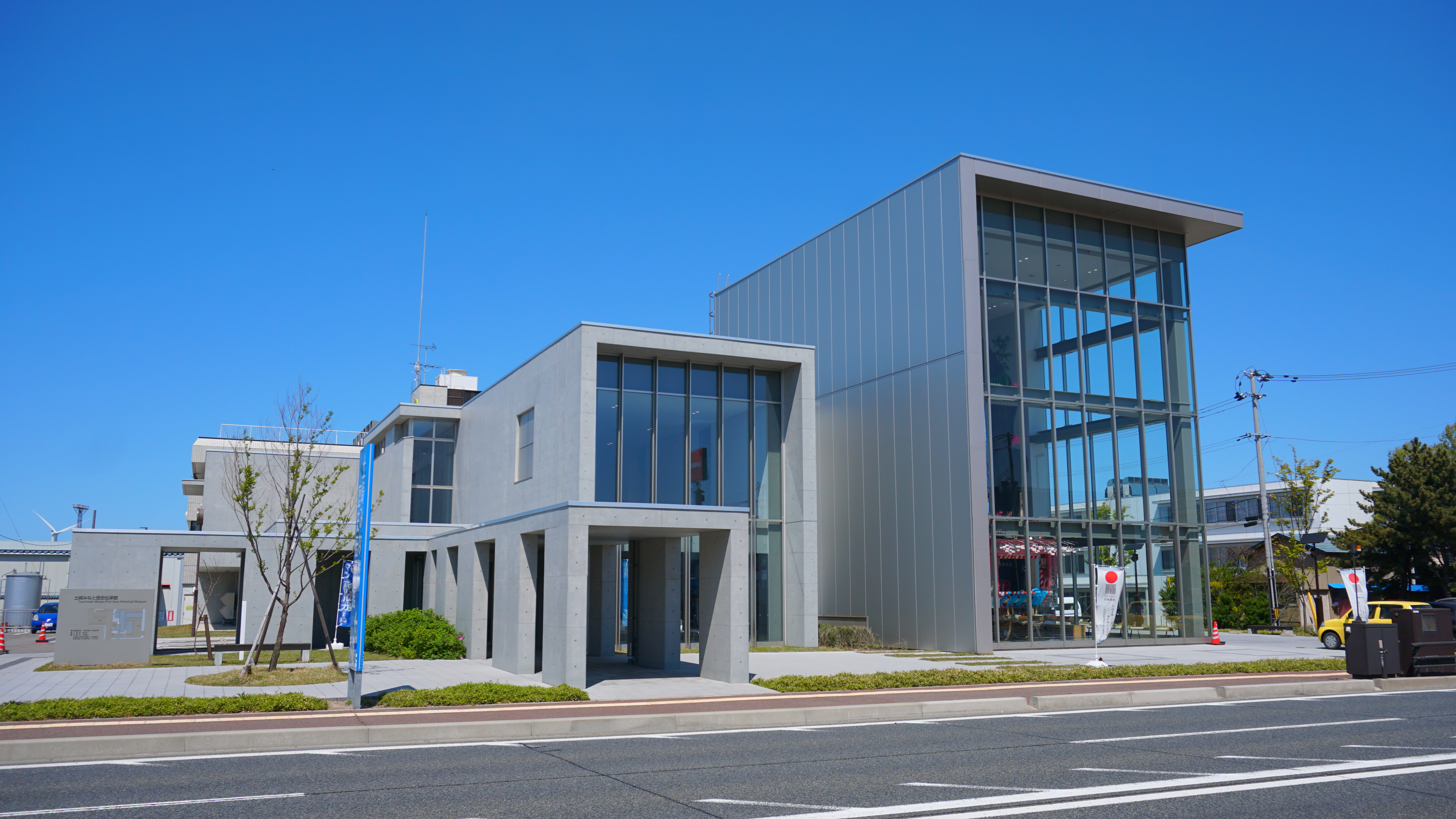
土崎みなと歴史伝承館

- 秋田市北部市民サービスセンター
- 土崎消防署
- 秋田市立土崎図書館
- 土崎みなと歴史伝承館

### 秋田県の機関
- 秋田県秋田港湾事務所
- 秋田県警察秋田臨港警察署
  - 土崎駅前交番

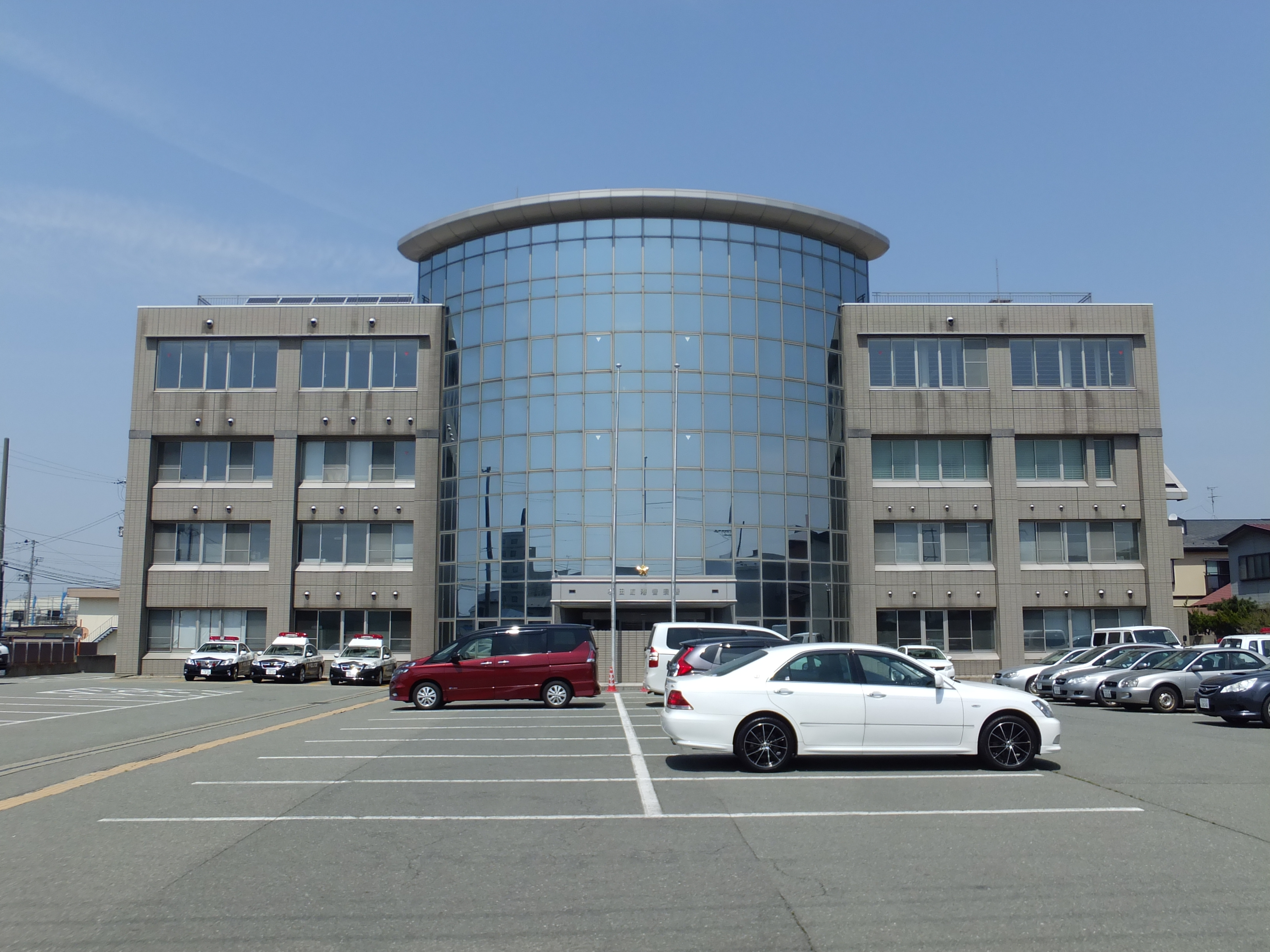
秋田臨港警察署
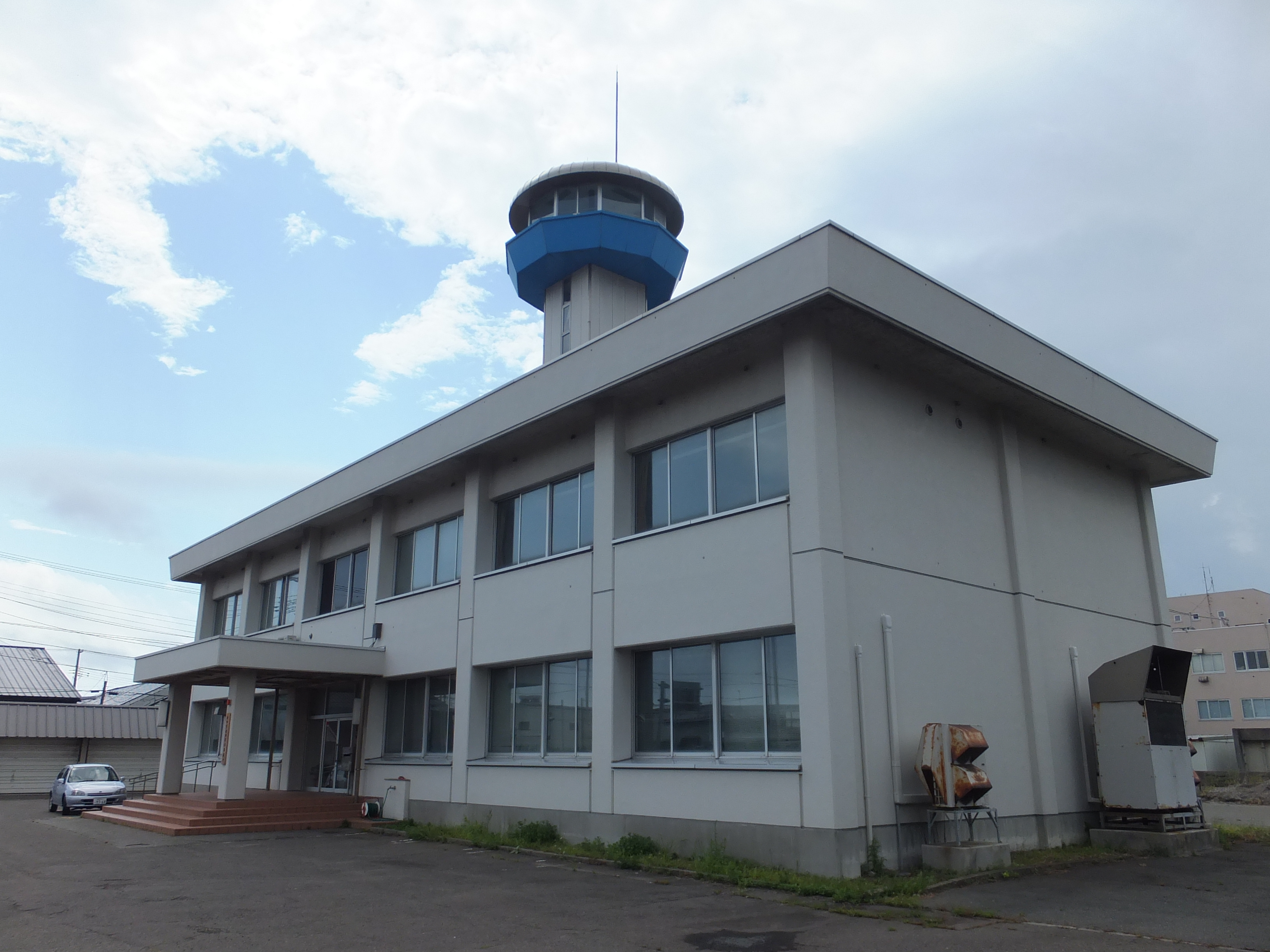
秋田港湾事務所

#### その他の県域機関
- 秋田県漁業協同組合

### 国の機関
- 財務省国税庁仙台国税局秋田北税務署
- 財務省函館税関秋田船川税関支署
- 厚生労働省仙台検疫所秋田船川出張所
- 農林水産省横浜植物防疫所新潟支所秋田出張所
- 国土交通省東北地方整備局秋田港湾事務所
- 国土交通省海上保安庁第二管区海上保安本部秋田海上保安部

#### かつてあった行政機関
- チャレンジオフィスあきた - 2020年（令和2年）中通2丁目に移転[22]

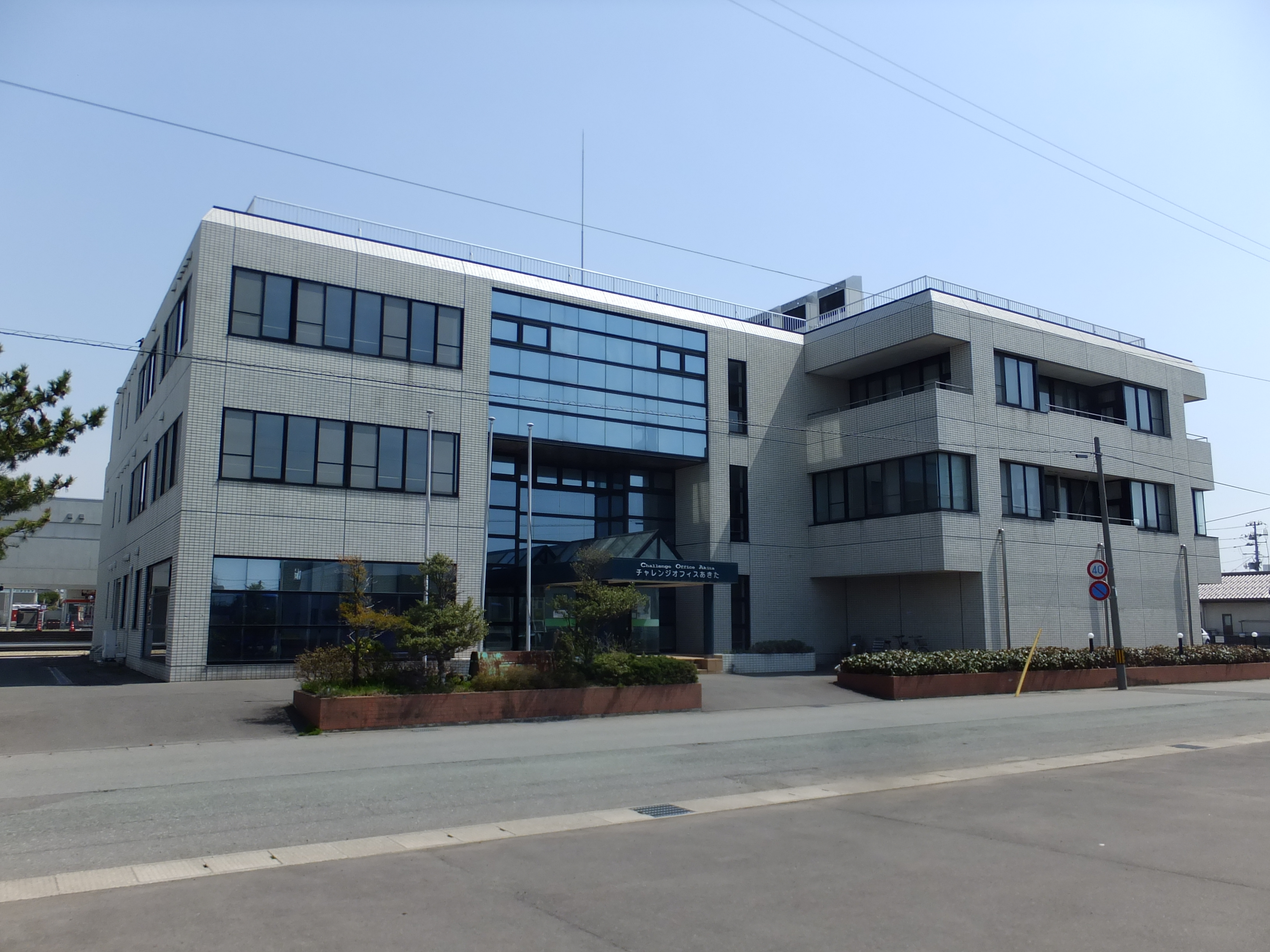
チャレンジオフィスあきた

## 交通

### 鉄道
- 東日本旅客鉄道
  - 奥羽本線
    - - （秋田総合車両センター） - 土崎 -

  - 奥羽本線貨物支線
    - 土崎 - 秋田港

#### かつてあった鉄道
- 秋田臨海鉄道
  - 秋田臨海鉄道北線
    - 秋田港 - 中島埠頭 -

  - 秋田臨海鉄道南線
    - 秋田港 - 穀保町 -
- 秋田市電
  - 土崎 - 竜神通 -

### 道路
一般国道
- 国道7号
  - 道の駅あきた港

- 国道101号

主要地方道
- 秋田県道25号秋田港線
- 秋田県道56号秋田天王線

一般県道
- 秋田県道161号土崎停車場線
- 秋田県道231号上新城土崎港線
- 秋田県道403号秋田男鹿自転車道線

### バス
- 秋田中央交通

### 港湾
- 秋田港（重要港湾）
  - 秋田北港（秋田フェリーターミナル）

## 教育

### 高等学校
- 秋田県立秋田中央高等学校

### 中学校
- 秋田市立土崎中学校
- 秋田市立将軍野中学校（土崎港の外にあるが、学区に土崎港の一部が含まれる）

### 小学校
- 秋田市立土崎小学校
- 秋田市立港北小学校
- 秋田市立土崎南小学校

### 幼稚園
- 土崎幼稚園（学校法人 加藤学園）
- 土崎カトリック幼稚園
- 港北幼稚園（学校法人 港北学園）

### かつてあった教育施設

#### 専門学校
- 秋田県調理師専門学校 - 2021年（令和3年）3月閉校・現在の秋田県信用組合土崎支店に存在

## 施設

### 郵便施設
- 土崎郵便局
- 土崎港郵便局
- 飯島郵便局

### 銀行施設
- 秋田銀行土崎支店
- 秋田銀行港北支店
- 北都銀行土崎支店
- 北都銀行秋田北支店

- 秋田信用金庫土崎支店
- 秋田信用金庫港北支店
- 秋田信用金庫自衛隊前支店
- 東北労働金庫土崎支店
- 秋田県信用組合土崎支店

### 医療施設
- 土崎病院
- 五十嵐記念病院
- あきたレディースクリニック安田
- 舛屋薬局

### 商業施設
- 土崎ショッピングセンター（イオン土崎港店）
- マックスバリュ港北店
- マルダイ土崎店
- ナイス土崎店
- 生活協同組合コープあきた土崎店
- いとく土崎みなと店
- いとく自衛隊通店
- 薬王堂秋田土崎港店
- サンドラッグ土崎自衛隊通店

- サンデー秋田自衛隊通店
- 生鮮いちばん!土崎店
- メガ土崎店
- はるやま秋田土崎店
- イエローハット秋田土崎店
- ネクステージ秋田店
- ダイソー土崎港店
- ブックオフ7号秋田土崎店

- 本町通り商店街
  - 那波商店 - 酒造
  - 竹中商店 - 乾物
  - 佐川商店 - ふとん
  - 秋田みなと交通 - タクシー

- 土崎港中央通り商店街
  - 白樺 - らーめん
  - 千田肉店 - 精肉
  - フジタ印房 - 判子

### 宿泊施設
- ホテルルートイン秋田土崎

### スポーツ施設
- JA共済ブラウブリッツ秋田屋内練習場
- セントラルスポーツクラブ24秋田土崎
- 秋田サンライズゴルフセンター

### かつてあった施設

#### 銀行施設
- 秋田銀行将軍野支店 - 2021年（令和3年）土崎支店内に移転[23]・かつて土崎港東2丁目に存在
- 北都銀行土崎南支店 - 2019年（令和元年）土崎支店内に移転[24]・かつてイオン土崎港店内に存在
- 土崎信用金庫 - 1995年（平成7年）秋田信用金庫に合併・現在の秋田信用金庫土崎支店と五十嵐記念病院に存在

#### 医療施設
- 秋田組合総合病院 - 2000年（平成12年）飯島西袋1丁目に移転・現在のナイス土崎店敷地に存在

#### 商業施設
- いとく将軍野店 - 2015年（平成27年）自衛隊通店開店に伴い閉店・現在の株式会社かんきょうに存在
- 薬王堂秋田土崎店 - 2023年（令和5年）閉店・かつて土崎港北6丁目に存在
- ツルハドラッグ秋田土崎中央店 - 2014年（平成26年）閉店[25]・敷地は閉店後ニューライフ・カネタ土崎店が開店
- ニューライフ・カネタ土崎店 - 2023年（令和5年）閉店・かつて土崎港中央1丁目に存在
- サンデー秋田土崎店 - 2020年（令和2年）閉店・現在のダイソー土崎港店に存在
- 洋服の青山秋田土崎店 - かつて土崎港南2丁目に存在

#### 宿泊施設
- ホテル大和 - 2023年（令和5年）破産により閉店[26]

## 出身者

### 政治家・官僚
- 秋田実季 (大名)
- 安藤成季 (大名)
- 上野勝（弁護士、検察官、元東京高等検察庁公判部長）
- 近江谷栄次（衆議院議員、実業家）
- 恩荷 (齶田蝦夷の長)
- 金沢松右衛門（貴族院多額納税者議員）
- 金子洋文（参議院議員、プロレタリア文学の小説家、劇作家）
- 須磨弥吉郎（衆議院議員、外交官）
- 銭谷真美（文部科学事務次官→東京国立博物館館長）
- 寺田隆造（六郷町町長）
- 平沢長吉（衆議院議員）
- 村山喜一郎（衆議院議員）
- 奈良光雄 (秋田県議)
- 前田喜蔵 (秋田市議)
- 加賀谷保吉 (土崎港町町長)

### 芸能・文化人
- 安宅小百合（ミュージカル俳優）
- 石田一郎（音楽家）
- 内館牧子（脚本家、作家）
- 戎谷南山 (画家)
- 大井錦亭（書家）
- 小牧近江（翻訳家・社会運動家）… 近江谷栄次の子
- 今野賢三（プロレタリア文学の小説家）
- 倉田よしみ（漫画家）
- 佐藤菊夫（指揮者）
- 島田晋作（ジャーナリスト）
- 嵩瀬ひろし（漫画家）
- 棚橋正博（日本近世文学研究者、帝京大学教授）
- 藤田俊太郎 （舞台演出家）
- 藤原美幸 （民謡歌手）
- 丸山博一 （俳優）
- Halos 草階亮一、諸越俊玲 (ロックバンド)

### スポーツ選手
- 江畑幸子（バレーボール選手、2010世界選手権銅メダル、2011モントルー金メダル・ベストアタッカー賞）
- 大戸崎祐慈朗（大相撲力士）
- 佐藤秀明（プロ野球選手）
- 佐藤美弥（バレーボール選手）
- 白瀬英春（柔道家）
- 出羽湊利吉（大相撲力士）
- 渡辺敬蔵 (プロ野球選手)
- 渡辺誠太郎 (プロ野球選手)

### マスメディア
- 須田健太郎（アナウンサー）
- 谷桐子（アナウンサー）
- 丹後谷愛（アナウンサー）
- 播磨谷美貴子 （アナウンサー）

### その他の出身者
- 秋山正子（訪問看護師）
- 石田友治 (編集者)
- 伊藤隆二 (心理学者)
- 今井宏（予備校講師）
- 加賀谷武夫 (銀行家)
- 菅礼之助 (実業家、俳人)
- 多田等観（僧侶）
- 二木謙三 (細菌学者、出生は久保田)[27]
- 前野ウルド浩太郎（昆虫学者）
- 間杉五郎八 (廻船問屋)[28]
- 吉本高志 (医学者)

## 居住者等
- 菅運吉 (御用商人)
- 菅礼治 (回漕業)

## 名産品
- 北限のふぐ - 春と秋にふぐ祭りを開催。
- カスベ - カスベ祭りを開催。

## 関連文献
- 土崎港町『土崎港町史』土崎港町、1941年。NDLJP:1042082。
- 佐々木研吾「郷土土崎港はどのように發展したか」『東北地理』第4巻第1号、東北地理学会、1951年、49-51頁、doi:10.5190/tga1948.4.49。